# Jon Osborne
Jon Osborne (* 20. September 1972 in Cincinnati, Ohio) ist ein US-amerikanischer Journalist und Schriftsteller.

## Leben
Jon Osborne diente in der United States Navy. Anschließend arbeitete er als Journalist, hauptsächlich für die Naples Daily News in Florida. Sein erster Roman, der 2011 erschienene Thriller Kill me once, wurde noch im selben Jahr unter dem Titel Töte mich vom Bastei Lübbe Verlag in Deutschland vertrieben. Sein zweiter Roman A Game of Chance wird voraussichtlich im Frühjahr 2013 unter dem Titel Sieh dich um erscheinen.

## Werke
- Kill me once (2011)
  - Töte mich, Bastei Lübbe Verlag 2011, 348 Seiten, ISBN 978-3-7857-6065-9
- A Game of Chance (2012)
  - Sieh dich um, Bastei Lübbe Verlag 2013, 464 Seiten, ISBN 978-3-7857-6083-3